# Popillia melanochlora
Popillia melanochlora är en skalbaggsart som beskrevs av Hermann Julius Kolbe 1894. Popillia melanochlora ingår i släktet Popillia och familjen Rutelidae. Inga underarter finns listade i Catalogue of Life.